# Witulin (Doły Biskupie)
Witulin – część wsi Doły Biskupie w Polsce, położona w województwie świętokrzyskim, w powiecie ostrowieckim, w gminie Kunów.
W latach 1975–1998 Witulin administracyjnie należał do województwa kieleckiego.